# Yahresa
Yahresa era una ciutat segurament situada a la Terra Alta Hitita.
En temps de Mursilis II es va sublevar contra els hitites, i a més no li havia enviat ni els tributs ni el contingent de tropes que li pertocava. També havia atacat algunes ciutats properes. El rei Mursilis la va atacar de nit i per sorpresa i la va incendiar, al novè any del seu regnat. Des d'allà el rei va marxar cap a Piggainaresa, ocupada pels kashka, i la va ocupar.